# 香火 (電視劇)
《香火》，馬來西亞ntv7電視台跨年代電視劇，製作單位為嘉逸娛樂有限公司，由楊雁雁、吳天瑜、陳浩嚴、葉良財及李銘仲領銜主演，製作人為袁再顯，監製為張穎瑩、郭福華。
本剧也是演员謝雯惠生前最后一部的电视剧演出。

## 故事大綱
“謝香堂”與“常春香莊”合併不久，“常春香莊”創辦人陳天養便鬱鬱而終。其子陳遇霖（葉良財飾）原本在鄉下任教，亦被逼回家繼承父業，並完成父親遺願，與“謝香堂”大小姐謝丹芳（楊雁雁飾）結為夫妻。謝鴻意膝下無兒，陳天養為了保存家業，與謝家結為親家，再繼香火。大婚之日，陳遇霖驚見鄉下情人乃妻子之妹謝玉華（吳天瑜飾），一時難以接受。從此，玉華與遇霖只能將感情埋於心中。
玉華命苦，出世時被批為災星，自小被父親寄養在奶媽家中。丹芳同情玉華，哀求父親讓玉華搬回家中。豈料，玉華與遇霖朝夕相對，最後發生越軌之事。鴻意因為此事被氣得一病不起。丹芳對玉華恨之入骨，譴責她害死父親，破壞自己家庭，將之趕走。
“金德堂”趁虛而入，挑戰“謝香堂”比賽“天下第一香”。最後“謝香堂”大敗，陳遇霖為此慚愧不已，寢食難安，最終鬱鬱而逝。陳遇霖喪禮當天，玉華挺著大肚子回來，丹芳得知玉華懷了遇霖骨肉而大受打擊，將玉華軟禁在家。最後，玉華千辛萬苦誕下孩子，奈何天意弄人，孩子出世便告夭折，令玉華傷心欲絕。
轉眼8年已過，玉華因自責自己造孽害了孩子，這些年來留在謝家誦經念佛。丹芳則搖身成了“謝香堂”當家。丹芳兒女已長大成人，均已有了家室。長子謝向海（蔡河立飾）得到母親信賴，將來勢必繼成謝家祖業。姐姐陳善書（謝雯惠飾）與弟弟陳向洋（莊仲維飾）對此極為不滿，屢次使計欲奪謝家大權。
表面上看似和睦的家庭，背地裡爭鬥不斷。謝向海心善，收留一名孤兒狗仔（陳浩嚴飾），見之聰穎，將之帶回“謝香堂”工作。丹芳與狗仔相處後對他甚為喜愛，不管子女們反對，執意將狗仔收作乾兒子。上契之日，管家傅貴（李銘仲飾）發現狗仔身世，玉華深知丹芳憎恨自己，不敢與之相認。
一場大火，向海為救狗仔命喪火場，狗仔之身份也因此被揭穿。丹芳得知狗仔乃玉華之子時大為震驚，對狗仔態度馬上轉變。玉華看見兒子受盡折磨，對丹芳萌生了恨意。為了保護狗仔，她不折手段地謀害謝家上下，暗中扶助狗仔坐上當家之位。丹芳看著兒女為了爭權奪利而鬧得家破人亡，悲憤不已，終於病倒了。此時，玉華假裝留守在丹芳身旁對她百般照顧，令丹芳甚為感動，終於放下怨恨。但她萬萬沒料到眼前“姐妹情深”的玉華，其實是將謝家推向萬劫不復之人……

## 演員表

### 謝家
| 演員           | 角色   | 暱稱/關係 |
| -------------- | ------ | --- |
| 傅志堅         | 謝鴻意 | 謝香堂老闆（1926年-1938年） 謝丹芳、謝玉華之父 陳遇霖之岳父 福貴之姨丈 謝向海、陳善書、陳向洋、狗仔之外公                                                  |
| 葉良財         | 陳遇霖 | 謝香堂老闆（1938年-1945年） 謝丹芳之夫 謝玉華之情夫 謝鴻意之女婿 謝向海、陳善書、陳向洋、狗仔之父 吳曉月、溫尚儀、徐莉莉之家翁 李斌漢之岳父                |
| 楊雁雁         | 謝丹芳 | 謝香堂老闆（1945年-1968年） 謝鴻意之長女 謝玉華之姊，後來反目 陳遇霖之妻 福貴之大表妹 謝向海、陳善書、陳向洋之母 吳曉月、溫尚儀、徐莉莉之家婆 李斌漢之岳母 |
| 吳天瑜         | 謝玉華 | 謝鴻意之幼女 謝丹芳之妹，後來反目 陳遇霖之情婦 福貴之二表妹兼暗戀對象 狗仔之母                                                                             |
| 謝雯惠（已故） | 陳善書 | 陳遇霖、謝丹芳之女 李斌漢之妻 謝向海、陳向洋之姊 謝鴻意之外孫女 欺壓狗仔 于第25集故意将谢玉华和狗仔遗弃在荒芜 于第26集被谢玉华掐死                         |
| 張永華         | 李斌漢 | 陳善書之夫 陳遇霖、謝丹芳之女婿 |
| 蔡河立         | 謝向海 | 陳遇霖、謝丹芳之長子 吳曉月之夫 陳善書之弟 陳向洋之兄 謝鴻意之外孫 福貴之表外甥                                                                            |
| 陳子穎         | 吳曉月 | 謝向海之妻 陳遇霖、謝丹芳之媳婦 |
| 莊仲維         | 陳向洋 | 陳遇霖、謝丹芳之幼子 溫尚儀、徐莉莉之夫 謝向海、陳善書之弟 謝鴻意之外孫 欺壓狗仔 于第27集被谢玉华杀害                                                      |
| 秦雯彬         | 溫尚儀 | 陳向洋之正室 陳遇霖、謝丹芳之媳婦 溫尚勤之姊 徐莉莉之死敵                                                                                                  |
| 郭小溦         | 徐莉莉 | 陳向洋之二姨太 陳遇霖、謝丹芳之媳婦 溫尚勤之情婦 溫尚儀之死敵                                                                                              |
| 陳浩嚴         | 狗 仔  | 陳遇霖、謝玉華之私生子 謝鴻意之外孫 被陳善書、陳向洋欺壓 福貴之養子                                                                                        |

### 其他演員
| 演員   | 角色   | 暱稱/關係                                                                 |
| ------ | ------ | ------------------------------------------------------------------------- |
| 李銘仲 | 傅贵   | 謝鴻意之外甥 謝丹芳、謝玉華之表哥 謝向海、陳善書、陳向洋之表舅 狗仔之養父 |
| 張順源 | 溫尚勤 | 溫尚儀之弟 徐莉莉之情夫                                                   |

## 記事
- 2011年6月25日：此劇全體演員試造型。
- 2011年7月7日：此劇正式開拍，于怡保觀音亭古廟裏舉行電視劇開鏡禮。[1][2][3][4][5]
- 2011年8月30日：此劇於檳城東方花園取景拍攝，出席藝人有楊雁雁、吳天瑜、葉良財及李銘仲。[6]
- 2011年9月3日：此劇於檳城謝公司取景拍攝，出席藝人有李銘仲及陳浩嚴。[7]
- 2011年11月8日：此劇舉行慰勞宴，出席藝人有楊雁雁、李銘仲、陳浩嚴、蔡河立、莊仲維、謝雯惠、陳子穎及郭小溦。[8][9]
- 2012年2月2日：此劇舉行記者發佈會，出席藝人有楊雁雁、吳天瑜、葉良財、李銘仲、陳浩嚴、蔡河立、莊仲維及謝雯惠。[10][11][12]
- 此劇为演员謝雯惠生前的最后一部电视剧演出。

## 獎項
| 年份 | 頒獎典禮            | 獎項                         | 入圍者         | 角色        | 結果 |
| ---- | ------------------- | ---------------------------- | -------------- | ----------- | ---- |
| 2012 | 第17屆 亚洲电视大奖 | 最佳女主角                   | 杨雁雁         | 谢丹芳      | 提名 |
| 2012 | 第17屆 亚洲电视大奖 | 最佳女主角                   | 吴天瑜         | 谢玉华      | 提名 |
| 2012 | 第17屆 亚洲电视大奖 | 最佳男配角                   | 李洺中         | 傅贵        | 提名 |
| 2012 | 第17屆 亚洲电视大奖 | 最佳电视剧主题曲（《香火》） | 杨雁雁、吴天瑜 | 不適用      | 提名 |
| 2012 | 第17屆 亚洲电视大奖 | 最佳电视剧主题曲（《灰》）   | 伍家辉         | 不適用      | 提名 |
| 2014 | 第3屆 金视奖        | 最佳电视剧                   | 不適用         | 不適用      | 獲獎 |
| 2014 | 第3屆 金视奖        | 最佳导演                     | 郭福华         | 不適用      | 獲獎 |
| 2014 | 第3屆 金视奖        | 最佳剧本                     | 陈钰莹         | 不適用      | 獲獎 |
| 2014 | 第3屆 金视奖        | 最佳男主角                   | 李洺中         | 傅贵        | 獲獎 |
| 2014 | 第3屆 金视奖        | 最佳女主角                   | 杨雁雁         | 谢丹芳      | 提名 |
| 2014 | 第3屆 金视奖        | 最佳女主角                   | 吴天瑜         | 谢玉华      | 獲獎 |
| 2014 | 第3屆 金视奖        | 最佳男配角                   | 叶良财         | 陈遇霖      | 獲獎 |
| 2014 | 第3屆 金视奖        | 最佳新晋演员                 | 陈浩严         | 狗仔/陈少尊 | 獲獎 |
| 2014 | 第3屆 金视奖        | 最佳电视剧主题曲（《香火》） | 杨雁雁、吴天瑜 | 不適用      | 提名 |
| 2014 | 第3屆 金视奖        | 最佳电视剧主题曲（《灰》）   | 伍家辉         | 不適用      | 獲獎 |
| 2014 | 第3屆 金视奖        | 最佳电视剧片头               | 不適用         | 不適用      | 提名 |